# Syon Park House Estate

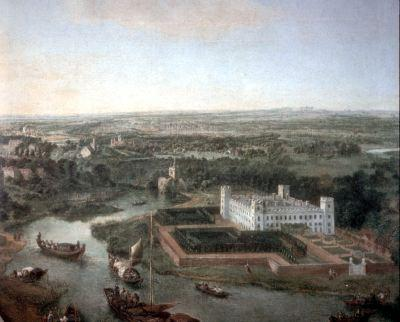
Syon House vor 1760

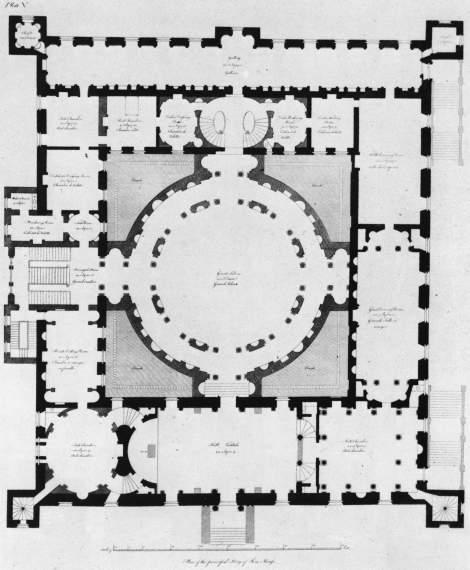
Robert Adams Plan für den Umbau von Syon House. Fünf große Räume wurden ausgeführt. Beginnend mit dem unteren großen Raum in der Mitte nach rechts: Eingangshalle; Vorzimmer; Speisezimmer; Roter Salon; Galerie. Der Rest von Adams Plänen mit der zentralen Kuppel wurde nicht verwirklicht.

Syon Park House Estate und der umgebende 80 Hektar große Park befindet sich in Isleworth im Londoner Bezirk Hounslow am Ufer der Themse.

## Geschichte
Der Name Syon leitet sich vom biblischen Zion (lat. Sion) ab. Ursprünglich befand sich an dieser Stelle ein Kloster (Syon Abbey), welches unter Heinrich V. 1415 erbaut, jedoch bereits unter Heinrich VIII. 1539 wieder abgerissen wurde.
Im Verlauf der Säkularisation kam der Besitz zum Eigentum des Edward Seymour, 1. Duke of Somerset, Onkel und Regent des minderjährigen Eduard VI. Edward Seymour ließ zwischen 1547 und seiner Hinrichtung 1552 Syon House im Stil der italienischen Renaissance auf den Fundamenten der alten Klosterkirche erbauen. Nach dem Tod Seymours wurde sein Gegenspieler John Dudley, 1. Duke of Northumberland, Eigentümer von Syon Park House Estate. Dessen Sohn Guildford Dudley heiratete später Lady Jane Grey, eine Urenkelin Heinrich VII. Lady Jane Grey war 1553 für wenige Tage Königin und wurde im Folgejahr zusammen mit ihrem Ehemann Guilford Dudley hingerichtet.
Henry Percy, 9. Earl of Northumberland, erwarb 1594 Syon House und seitdem befindet es sich in Familienbesitz. 1750 heiratete Sir Hugh Smithon in die Familie und wurde 1766 zum Duke of Northumberland erhoben. Zusammen mit seiner Frau Elisabeth Seymour beauftragten sie Robert Adam mit dem Umbau des Hauses und Capability Brown mit der Neugestaltung des Parks.

## Architektur und Ausstattung
Robert Adams Pläne zum Umbau im Stil des Klassizismus konnten nur in fünf großen Räumen an der West-, Süd- und Ostseite des Hauses umgesetzt werden. Der Höhepunkt ist die Große Eingangshalle mit schwarzweißem Marmorfußboden und Kopien des Apollo Belvedere und des Sterbenden Galliers. Andere Räume sind im etruskischen und römischen Stil gestaltet. Im Speisesaal spiegeln sich die Medaillon-Ornamente der Decke mit ähnlichen Variationen im Teppich. 1769 wurden die Arbeiten eingestellt. Eine zentrale Rotunde, die Adam für den Innenhofraum vorgesehen hatte, wurde aus Kostengründen nicht implementiert.
Neben kostbaren Möbeln beherbergt Syon Park House Estate eine umfangreiche Gemäldesammlung. Hier zählen Peter Lely, Van Dyck und Rubens zu den bekanntesten Künstlern.

## Syon Park
Syon Park verläuft am Ufer der Themse. Auf der anderen Flussseite liegt der Botanische Garten Kew Gardens. Der von Capability Brown ab 1760 gestaltete Park zeigt sich heute eher im Stil des 19. Jahrhunderts. Über 200 verschiedene, teilweise sehr seltene Baumarten befinden sich im Park. Neben einem See lockert ein Brunnen mit einer Figur des Merkur nach Giambologna die Anlage auf. Das große Gewächshaus aus Stahl und Glas wurde 1828–1830 nach Plänen von Charles Fowler errichtet und war Vorbild für den Londoner Crystal Palace.
Syon Park House Estate und Park sind für die Öffentlichkeit zugänglich und ein beliebtes Ausflugsziel der Londoner.